# Motol (gmina)
Motol – dawna gmina wiejska istniejąca do 1939 roku w woj. poleskim (obecnie na Białorusi). Siedzibą gminy był Motol (4390 mieszk. w 1921 roku), który początkowo stanowił odrębną gminę miejską.
Początkowo gmina należała do powiatu kobryńskiego. 12 grudnia 1920 r. została przyłączona do nowo utworzonego powiatu drohickiego pod Zarządem Terenów Przyfrontowych i Etapowych. 19 lutego 1921 r. wraz z całym powiatem weszła w skład nowo utworzonego województwa poleskiego. 1 stycznia 1926 roku do gminy Motol przyłączono część obszaru gminy Drużyłowicze, a 12 kwietnia 1928 roku część obszaru zniesionej gminy Drużyłowicze.
Po wojnie obszar gminy Motol wszedł w struktury administracyjne Związku Radzieckiego.